# Hegyesorrú maréna
A hegyesorrú maréna (Coregonus oxyrinchus) a sugarasúszójú halak (Actinopterygii) osztályának lazacalakúak (Salmoniformes) rendjébe, ezen belül a lazacfélék (Salmonidae) családjába tartozó faj. A természetben önfenntartó állománnyal nem rendelkezik, ezért kihalt fajnak számít.

## Előfordulása
A hegyesorrú maréna korábban az egész Észak-Európán keresztül megtalálható volt. A Brit-szigeteken, az Északi-tenger déli felén, a Balti-tenger körzetében levő tavakban, az Alpokban és az előhegyek tavaiban is voltak hegyesorrú marénaállományok. A faj természetben megtalálható utolsó egyedét 1940-ben jelentették, és legutóbb 2005-ben hajtottak végre felmérést eredeti élőhelyein, mely vizsgálat nem tudta kimutatni jelenlétüket. A faj mesterségesen fenntartott állományai akvakultúrában Olaszországban és Dániában megtalálhatóak, megőrizve a hegyesorrú marénát az utókor számára.

## Megjelenése
A hal teste alfajonként változóan többé-kevésbé nyújtott, heringszerű, feje kicsi, orra a tömpétől az erősen meghosszabbodottig változott. Pikkelyei nagyobbak, mint a lazacformáké, oldalvonala teljes. A hátúszó és a farokúszó között zsírúszó található. Keskeny, alsó állású szája a szem elülső szegélyéig ér. Az első kopoltyúíven 35-44 (többnyire 40), hosszú kopoltyútüske van. Háta a kékesszürkéstől az olajzöldig változott, oldalai és hasoldala ezüstszínűek, kékes és vörhenyes csillogásúak voltak. Orra (különösen a jellegzetesen hegyes orrú formáknál) a sötétkéktől a feketéig változott. Testhossza 25-40 centiméter, legfeljebb 50 centiméter. Az Alpokban 32 centiméterig is megnőhet.

## Életmódja
E halfaj jellegzetes képviselői az anadrom vándoralakok, amelyek egykor ívás idején nagy tömegben úsztak fel a Rajnán és az Elbán, napjainkra azonban csaknem teljesen eltűntek. Az eltűnés fő okaként a vízenergia hasznosítása és a hajóutak megépítése miatti vízlépcsőknek és vízerőműveknek tudható be, hiszen a faj nem tudott ezeken a mesterséges tárgyakon átkelni és ivóhelyeikre jutni. A helyben maradó alakok, az Odera és Warta folyókban, valamint a Balti-tenger körzetének tavaiban ma a telepítésnek és tenyésztésnek köszönhetően növelhetik állományaikat. Olaszország tavaiban létrejött „keverék” marénaállomány sorsának alakulását befolyásolja a tavak növekvő eutrofizációja is.
A kifejlett példányok nyílt vízi gerincteleneket fogyasztottak.

## Szaporodása
Az ívási időszaka október - november között volt. A fiatalok a brakkvízbe vándoroltak, ahol zooplanktonnal táplálkoztak.

### Internetes leírások a hegyesorrú marénáról
- A faj adatlapja a FishBase oldalán. FishBase. (Hozzáférés: 2011. augusztus 19.)
- Coregonus oxyrinchus (Linnaeus, 1758)†. BioLib.cz. (Hozzáférés: 2011. augusztus 19.)
- A taxon adatlapja az ITIS adatbázisában. Integrated Taxonomic Information System. (Hozzáférés: 2010. augusztus 5.)
- Coregonus oxyrinchus (Linnaeus, 1758) (angol nyelven). Fauna Europaea. [2016. március 4-i dátummal az eredetiből archiválva]. (Hozzáférés: 2011. augusztus 19.)
- Coregonus oxyrinchus (Linnaeus, 1758) (angol nyelven). Encyclopedia of Life. [2010. április 16-i dátummal az eredetiből archiválva]. (Hozzáférés: 2011. augusztus 19.)
- Coregonus oxyrinchus (Linnaeus, 1758) (angol nyelven). AQUATAB. (Hozzáférés: 2011. augusztus 19.)